# 102 هـ
102 هـ هي سنة في التقويم الهجري امتدت مقابلةً في التقويم الميلادي بين سنتي 720 و721.

## أحداث
- معركة تولوز بين الجيش الأموي بقيادة السمح بن مالك الخولاني والغالي بمنطقة أكيتانيا جنوب فرنسا بتاريخ 9 ذو الحجة، وقد قتل السمح بن مالك وانهزم المسلمون.
- معركة قندابيل للقائد هلال بن أحوز التميمي على أنصار الوالي المتمرد المفضل بن المهلب في مدينة قندابيل من أعمال إقليم السند.

## مواليد
- عبد الله بن علي بن عبد الله

## وفيات
- عدي بن أرطأة الفزاري
- يزيد بن المهلب
- السمح بن مالك الخولاني
- أبو الطفيل عامر بن واثلة الكناني
- بسطام اليشكري المعروف بشوذب من زعماء الخوارج الحرورية.
- المفضل بن المهلب
- مدرك بن المهلب